# Shanfu jingshoulu
Das Buch Shanfu jingshoulu (chinesisch 膳夫经手录 – „Küchenmeister-Handbuch“), oft kurz Shanfu jing (膳夫经) genannt, wurde von Yang Ye (杨晔) verfasst, es stammt aus dem Jahr 856 der Tang-Dynastie.
Es bestand ursprünglich aus vier Bänden (juan), davon ist heute nur noch ein Band übrig. Der ganze Text umfasst lediglich 1500 Schriftzeichen, davon entfallen auf den Haupttext ca. 900.
Für die Erforschung der Namen der Esswaren und ihrer Geschichte sowie die Speisezubereitung der Zeit der Tang-Dynastie liefert es wichtiges Material. Auch Herkunftsgebiete sowie die Verwendung zu medizinischen Zwecken werden angegeben.

## Alte Drucke, moderne Ausgaben usw.
Das Werk ist in den Büchersammlungen Wanwei biecang (宛委别藏) und Congshu jicheng chubian (丛书集成初编) und im ersten Band des japanischen Sammelwerks Chugoku shokkei sosho enthalten.
In der Sammlung seltener Bücher der Peking-Bibliothek (Běijīng túshūguǎn tècáng cángshūshì 北京图书馆特藏书室) befindet sich eine wertvolle Abschrift aus dem Jiguge (汲古阁) des Herrn Mao vom Anfang der Qing-Zeit.